# کاتسویا اوکادا
کاتسویا اوکادا (به ژاپنی: 岡田 克也) متولد ۱۴ ژوئیه ۱۹۵۳ یک سیاستمدار ژاپنی است که از ژانویه تا دسامبر ۲۰۱۲ معاون نخست‌وزیر ژاپن بود. وی عضو مجلس نمایندگان ژاپن و رئیس حزب دموکرات بود، وی همچنین سه بار به عنوان دبیرکل DPJ خدمت کرد. در دوره DPJ در دولت وی وزیر خارجه ژاپن بود